# Crnodoli
Crnodoli (cyr. Црнодоли) – wieś w Czarnogórze, w gminie Nikšić. W 2011 roku liczyła 117 mieszkańców.